# 엘리아 술레이만
엘리아 술레이만(Elia Suleiman, 1960년 7월 28일 ~ )은 팔레스타인의 배우, 영화 감독, 각본가, 영화배우, 영화 프로듀서이다.
이스라엘의 나사렛에서 태어났으며, 그리스 정교회 집안 출신이다.

## 영화
- 여기가 천국 (2019년)
- 세븐 데이즈 인 하바나 (2012년)
- 소단큘라 포에버 (2010년) - 본인 역
- 팔레스타인 (2009년)
- 그들 각자의 영화관 (2007년)
- 신의 간섭 (2001년)
- 사이버 팔레스타인 (1999년)
- 크로니클 오브 어 디서피어런스 (1996년)
- 인스로덕션 투 디 엔드 오브 언 아규먼트 (1990년)